# Битва при Себастополісі
Битва при Себастополісі — вирішальна битва одного з етапів візантійсько-арабських воєн, що відбулась 692 року поблизу міста Себастополіс.
В основному це місто ототожнюється з Elaiussa Sebaste в Кілікії або з сучасним Сулусараєм (Sulusaray). У цей час тривала війна між Візантією та державою Омеядів. Війська Східної Римської імперії під командуванням Леонтія включали в себе «обрану армію» 30000 слов'ян, що знаходилась під керівництвом полководця слов'янського походження Небуло. Цю армію було сформовано з насильно переселених слов'янських племен з Балкан, які Візантія поселила в Опсикії.
Перехід Небуло з більшістю свого війська (20000 слов'ян) на бік арабів забезпечив поразку візантійцям. Одне з джерел стверджує, що імператор Юстиніан II знищив слов'ян, що залишилися, включаючи жінок і дітей, у Нікомидії в Перській затоці.